# Watsonia bachmannii
Watsonia bachmannii är en irisväxtart som beskrevs av Harriet Margaret Louisa Bolus. Watsonia bachmannii ingår i släktet Watsonia och familjen irisväxter. Inga underarter finns listade i Catalogue of Life.